# John Lasseter
John Alan Lasseter (sinh ngày 12 tháng 1 năm 1957) là một đạo diễn, họa sĩ hoạt hình, biên kịch, nhà sản xuất người Mỹ, hiện đang giữ vai trò giám đốc sáng tạo cho Pixar Animation Studios, Walt Disney Animation Studios và DisneyToon Studios. Ông cũng là cố vấn sáng tạo cho Walt Disney Imagineering.
Lasseter bắt đầu sự nghiệp với vị trí họa sĩ hoạt hình cho The Walt Disney Company. Sau khi bị Disney sa thải vì ủng hộ hoạt hình máy tính, ông gia nhập Lucasfilm, làm công việc liên quan đến ứng dụng đồ họa máy tính. Nhóm chuyên phụ trách đồ họa thuộc bộ phận máy tính của Lucasfilm sau đó được bán cho Steve Jobs và trở thành Pixar vào năm 1986. Lasseter giám sát toàn bộ các phim được sản xuất bởi Pixar với vai trò giám đốc sản xuất. Bên cạnh đó, ông còn là đạo diễn của Toy Story (1995), A Bug's Life (1998), Toy Story 2 (1999), Cars (2006), và Cars 2 (2011). Hiện nay ông đang đạo diễn bộ phim Toy Story 4, ra mắt vào năm 2019. Từ năm 2007, Lasseter phụ trách thêm việc sản xuất các phim của Walt Disney Animation Studios (và chi nhánh của nó là DisneyToon Studios), cũng dưới vai trò giám đốc sản xuất.
John Lasseter giành được 2 giải Academy Awards, cho phim hoạt hình ngắn xuất sắc nhất (với Tin Toy), và giải Thành tựu đặc biệt (với Toy Story).

## Tiểu sử
Lasseter sinh ra tại Hollywood, California. Mẹ của ông, Jewell Mae (1918–2005), là một giáo viên nghệ thuật tại Bell Gardens High School, và cha ông, Paul Eual Lasseter (1924–2011), là một quản lý tại đại lý phân phối của Chevrolet. Lasseter cùng với chị của ông, Johanna Lasseter-Curtis là một cặp sinh đôi khác trứng.
Lasseter lớn lên tại Whittier, California. Nghề nghiệp của mẹ ông có ảnh hưởng tới niềm đam mê của ông đối với hoạt hình. Ông thường vẽ ký họa trong những buổi lễ tại nhà thờ mà gia đình ông tham gia. Khi còn bé, Lasseter thường trở về nhà sớm sau mỗi buổi học để xem các phim hoạt hình của Chuck Jones chiếu trên truyền hình. Khi học trung học, ông đọc cuốn The Art of Animation của Bob Thomas. Cuốn sách khái quát về lịch sử của phim hoạt hình Disney và khám phá quá trình sản xuất bộ phim Người đẹp ngủ trong rừng(1959), điều khiến cho Lasseter nhận ra rằng ông muốn tự mình sản xuất phim hoạt hình. Sau khi xem bộ phim sản xuất năm 1863 The Sword in the Stone của Disney, ông quyết định rằng mình sẽ trở thành một họa sĩ hoạt hình.
Lasseter học đại học tại Pepperdine University, nơi bố mẹ và anh chị em của ông từng học. Mặc dù vậy, ông biết tới chương trình đào tạo xây dựng nhân vật hoạt hình tại California Institute of the Arts (viết tắt là CalArts) và quyết định rời khỏi Pepperdine để theo đuổi ước mơ trở thành họa sĩ hoạt hình. Mẹ của ông ủng hộ quyết định này và năm 1975, ông đăng ký và trở thành học viên thứ hai của khóa học xây dựng nhân vật hoạt hình tại CalArts, được tạo ra bởi hai họa sĩ hoạt hình của Disney là Jack Hannah và T. Hee. Lasseter được dạy bởi 3 người trong nhóm những họa sĩ hoạt hình kỳ cựu Disney's Nine Old Men – Eric Larson, Frank Thomas và Ollie Johnston. Bạn học của ông bao gồm những họa sĩ hoạt hình và đạo diễn trong tương lại như Brad Bird, John Musker, Henry Selick, Tim Burton, và Chris Buck. Trong thời gian học tại đây, ông sản xuất 2 phim hoạt hình ngắn — Lady and the Lamp (1979) và Nitemare (1980) — cả hai phim đều chiến thắng giải thưởng Academy Award dành cho đối tượng sinh viên trong thể loại hoạt hình.
Trong khi học tại CalArts, Lasseter lần đầu làm việc cho công ty Walt Disney tại Disneyland California trong thời gian nghỉ hè với vai trò hướng dẫn viên trên thuyền, nơi ông học được những điều cơ bản về hài kịch để giải trí cho các khán giả trong chuyến tham quan.

## Sự nghiệp

### Những năm đầu tại Disney
Sau khi tốt nghiệp vào năm 1979, Lasseter ngay lập tức được nhận vào vị trí họa sĩ hoạt hình tại Walt Disney Feature Animation nhờ thành công của ông với Lady and the Lamp. Vào giai đoạn cuối những năm 1970, xưởng phim Disney đã xem xét 10000 hồ sơ để tìm kiếm tài năng, lựa chọn khoảng 150 ứng viên để học nghề, và chỉ 45 người trong số đó được giữ lại lâu dài. Mùa thu năm 1979, họa sĩ hoạt hình của Disney Mel Shaw nói với tờ Los Angeles Times rằng "John có bản năng cảm nhận về nhân vật và sự vận động, cho thấy dấu hiệu rằng có thể nở rộ tài năng tại xưởng phim của chúng tôi... Theo thời gian, anh ấy sẽ có những đóng góp đáng kể"."
Mặc dù vậy, Lasseter sớm nhận ra có gì đó đang bị thiếu: sau khi phát hành Một trăm linh một chú chó đốm, bộ phim mà theo ông là Disney đã đạt tới giới hạn của mình, xưởng phim đã mất đi động lực và bị chỉ trích về việc liên tục lập lại chính mình mà không có ý tưởng hay sự đột phá mới nào. Giữa năm 1980 và 1981, ông tình cờ xem một số đoạn băng về công nghệ đồ họa máy tính, một lĩnh vực mới nổi và ông cảm thấy sự liên quan. Nhưng phải đến một thời gian ngắn sau đó, khi ông được những người bạn là Jerry Rees và Bill Kroyer, đang thực hiện bộ phim Mickey's Christmas Carol, mời đến thăm và quan sát trường đoạn bánh xe ánh sáng đầu tiên trong bộ phim sắp ra mắt tên là Tron, sử dụng công nghệ tiên tiến đồ họa vi tính, Lasseter mới thực sự nhìn thấy tiềm năng to lớn của công nghệ này trong lĩnh vực hoạt hình. Vào thời điểm đó, xưởng phim sử dụng máy quay nhiều lớp để tạo độ sâu cho các phim của mình. Lasseter nhận thấy máy tính có thể được sử dụng để làm phim với khung cảnh 3 chiều nơi những nhân vật hoạt hình truyền thống có thể tương tác để tạo ra những hình ảnh có chiều sâu tuyệt đẹp không thể được tạo ra trước đó. Ông biết rằng việc thêm chiều sâu cho hoạt hình là giấc mơ từ lâu của các họa sĩ hoạt hình, kể cả Walt Disney.
Sau đó, Lasseter và Glen Keane nói chuyện về việc sẽ tuyệt vời như thể nào nếu làm một bộ phim hoạt hình dài với phần nền là đồ họa máy tính và đưa cho Keane cuốn sách The Brave Little Toaster của Thomas Disch, cuốn sách mà ông nghĩ sẽ là đề xuất tốt cho bộ phim. Keane đồng ý, nhưng đầu tiên họ quyết định sẽ làm một bộ phim thử nghiệm để xem ý tưởng này có khả thi không, và lựa chọn Where the Wild Things Are, dựa trên thực tể là Disney đang xem xét sản xuất một bộ phim hoạt hình dài từ những tác phẩm của Maurice Sendak. Hài lòng với kết quả, Lasseter, Keane và giám đốc sản xuất Thomas L. Wilhite tiếp tục với kế hoạch, đặc biệt là Lasseter đã dành toàn bộ công sức cho dự án, trong khi Keane cuối cùng lại chuyển sang thực hiện bộ phim The Great Mouse Detective.
Lasseter và các đồng nghiệp không ý thức được rằng họ đã làm phật ý một số cấp trên với sự hăng hái trong việc biến dự án thành hiện thực. Trong một buổi họp với 2 cấp trên, quản lý họa sĩ hoạt hình Ed Hansen và người đứng đầu xưởng phim hoạt hình Disney Ron W. Miller, kế hoạch đã bị hủy bỏ, do không cho thấy được lợi nhuận có thể thu được từ việc kết hợp hoạt hình truyền thống và máy tính. Ít phút sau cuộc họp, Lasseter được gọi đến văn phòng của Hansen. Theo Lasseter nhớ lại, Hansen nói với ông, "John, dự án của anh hiện giờ đã hoàn thành, vậy nên công việc của anh tại Disney đến đây là kết thúc.":40 Wilhite, lúc đó là thành viên nhóm sản xuất phim người đóng của Disney và do vậy không có vai trò gì đối với xưởng phim hoạt hình, đã sắp xếp để có thể giữ Lasseter ở lại tạm thời cho đến khi dự án thử nghiệm Wild Things kết thúc vào tháng 1 năm 1984, nhưng ông cũng ý thức được rằng sẽ không còn công việc nào dành cho Lasseter ở Disney Animation nữa.:40 The Brave Little Toaster sau này trở thành bộ phim hoạt hình 2D The Brave Little Toaster phát hành năm 1987, được đạo diễn bởi một người bạn của Lasseter, Jerry Rees và đồng sản xuất bởi Wilhite (người vào thời điểm đó đã rời đi để thành lập hãng phim Hyperion Pictures). Một số thành viên của Pixar cũng tham gia vào bộ phim bên cạnh Lasseter.

### Lucasfilm/Pixar

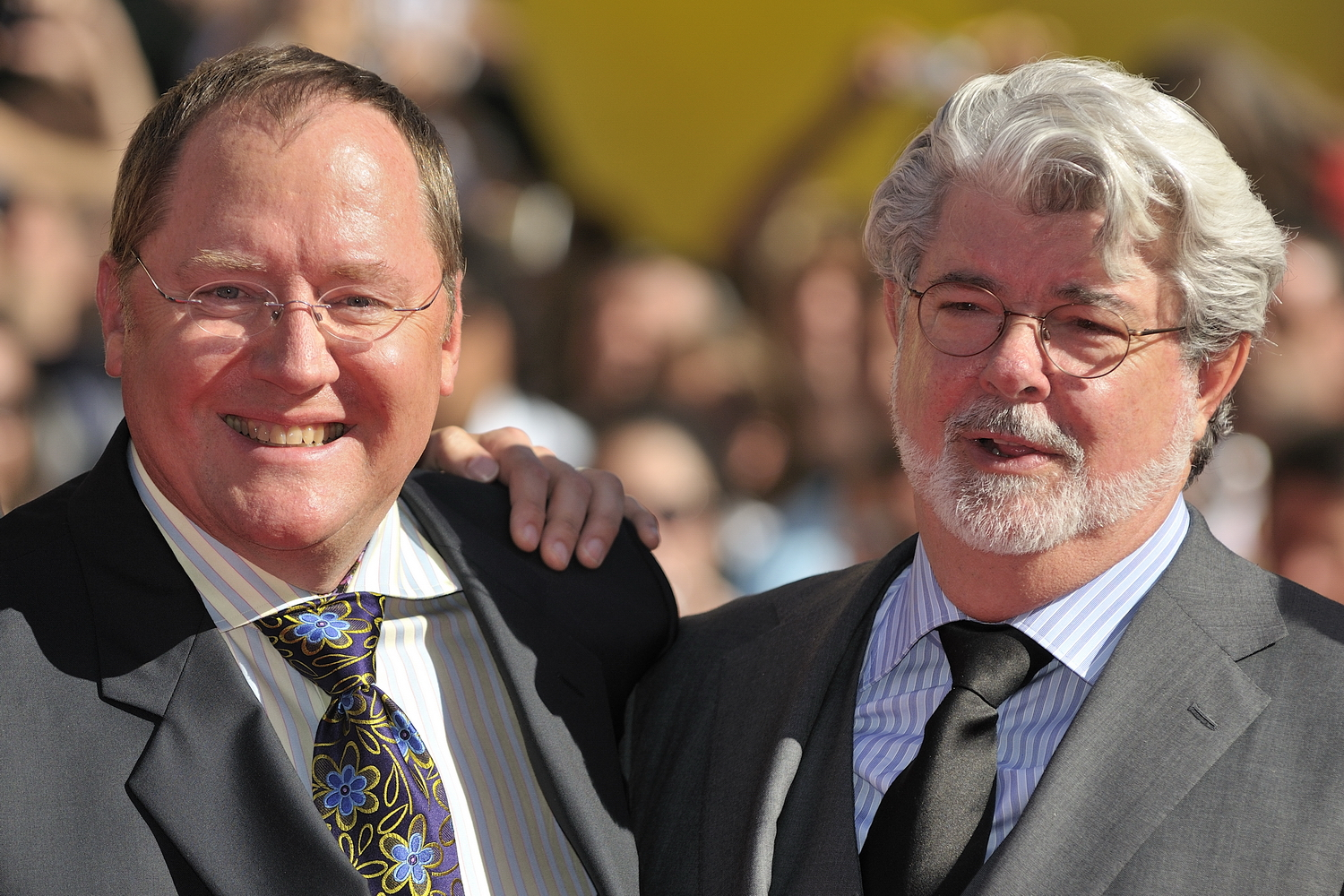
John Lasseter cùng George Lucas tại Liên hoan phim quốc tế Venice lần thứ 66 năm 2009.

Trong quá trình thành lập nhóm để thực hiện bộ phim The Brave Little Toaster, Lasseter có liên hệ với một số người trong ngành máy tính, trong số đó có Alvy Ray Smith và Ed Catmull làm việc tại nhóm đồ họa máy tính của Lucasfilm. Sau khi bị sa thải và cảm thấy khó chịu khi biết công việc của mình tại Disney sẽ nhanh chóng chấm dứt,:40 Lasseter tới tham dự một hội thảo về đồ họa máy tính vào tháng 11 năm 1983 tại Long Beach, California, nơi ông gặp lại Catmull.:45 Catmull hỏi về The Brave Little Toaster và được Lasseter giải thích rằng nó đã bị xếp xó.:40 Từ kinh nghiệm của mình tại Lucasfilm, Catmull cho rằng Lasseter chỉ là đang ở trong giai đoạn tạm nghỉ, do theo truyền thống các xưởng phim Hollywood thường cho nhân viên nghỉ việc khi họ không có đủ dự án phim để sản xuất.:45 Vẫn đang suy sụp do bị đuổi khỏi công ty duy nhất mà mình muốn làm việc, Lasseter không đủ dũng cảm để nói với Catmull rằng mình đã bị sa thải.:45
Catmull, sau đó cùng ngày, gọi điện cho Smith và nhắc đến việc Lasseter không còn làm việc cho Disney nữa. Smith nói với Catmull hãy tắt điện thoại và thuê Lasseter ngay lập tức.:45 Trước khi hết ngày, Lasseter đã ký thỏa thuận làm việc tự do cùng với Catmull và đồng nghiệp của ông trong một dự án mà sau này trở thành phim hoạt hình ngắn đầu tiên thực hiện bằng máy tính của họ: The Adventures of André and Wally B. Do Catmull không được phép thuê họa sĩ hoạt hình, Lasseter đã được giao chức vụ "Người thiết kế giao diện"; "Không ai biết chức vụ đó là gì nhưng họ cũng không tra hỏi nó trong các buổi họp bàn chi phí". Mùa xuân năm 1984, Lasseter dành rất nhiều thời gian làm việc cùng với Catmull và đội ngũ các nhà nghiên cứu về đồ họa máy tính tại Lucasfilm ở San Francisco.:40–41 Lasseter học cách sử dụng các phần mềm của họ, và ngược lại, ông dạy các nhà khoa học máy tính về cách làm phim, hoạt hình và nghệ thuật.:40–41 Bộ phim ngắn cuối cùng lại mang tính đột phá nhiều hơn những thứ ban đầu Lasseter đã mường tượng trước khi ông đến Lucasfilm. Ý tưởng ban đầu của ông là chỉ sử dụng máy tính để tạo ra phần khung cảnh, nhưng trong sản phẩm cuối cùng, mọi thứ đều là đồ họa máy tính, bao gồm cả các nhân vật.
Sau nghĩ đoạn phim ngắn được trình diễn tại SIGGRAPH vào mùa hè năm 1984, Lasseter trở lại Los Angeles với hy vọng sẽ đạo diễn bộ phim The Brave Little Toaster tại Hyperion Pictures.:45 Ông nhanh chóng biết rằng việc kêu gọi đầu tư đã thất bại và gọi điện thông báo tin xấu này cho Catmull.:45 Catmull sau đó gọi lại với một đề nghị công việc, Lasseter trở thành nhân viên chính thức của Lucasfilm vào tháng 10 năm 1984 và chuyển tới Bay Area.:45 Sự hợp tác giữa Lasseter và Catmull, kéo dài trong hơn 30 năm, đã dẫn đến thành quả là bộ phim hoạt hình dài làm bằng máy tính đầu tiên Toy Story (1995).
Do gặp vấn đề về tài chính khi li dị, George Lucas buộc phải bán đi bộ phận đồ họa của Lucasfilm, lúc này đã đổi tên thành nhóm đồ họa Pixar. Bộ phần này được tách ra và trở thành công ty riêng với Steve Jobs là cổ đông lớn nhất vào năm 1986. Trong vòng 10 năm sau đó, Pixar phát triển từ một công ty máy tính thành một xưởng phim hoạt hình. Lasseter quản lý tất cả các bộ phim của Pixar với tư cách giám đốc sản xuất. Bên cạnh Toy Story, ông còn đạo diễn A Bug's Life (1998), Toy Story 2 (1999), Cars (2006), and Cars 2 (2011). Hiện nay ông đang thực hiện Toy Story 4, dự kiến ra mắt vào năm 2018.

### Trở lại Disney
Disney thông báo việc mua lại Pixar vào ngày 24 tháng 1 năm 2006 và Lasseter trở thành giám đốc sáng tạo cho cả Pixar và Walt Disney Feature Animation, nơi mà sau này ông đổi tên thành Walt Disney Animation Studios. Vào ngày 25 tháng 1 năm 2006, Lasseter được chào đón bởi các đồng nghiệp mới tại Burbank với một tràng pháo tay, cùng hi vọng rằng ông có thể cứu được xưởng phim đã sa thải ông 22 năm trước.:253–254 Lasseter đồng thời cũng trở thành cố vấn sáng tạo cho Walt Disney Imagineering, nơi ông giúp thiết kế các địa điểm tham quan cho các công viên giải trí của Disney. Từ 2007, ông giám sát tất cả các dự án phim của Walt Disney Animation Studios với vai trò giám đốc sản xuất. Ông báo cáo trực tiếp cho chủ tịch và giám đốc điều hành của Disney Robert Iger mà không cần thông qua các quản lý cấp cao tại xưởng phim Disney và các công viên giải trí.
Tháng 12 năm 2006, Lasseter thông báo rằng Disney Animation sẽ bắt đầu sản xuất các phim hoạt hình ngắn được chiếu rạp thêm một lần nữa. Lasseter nói ông nhìn thấy đây là một cách hữu dụng để đào tạo và phát hiện các tài năng mới trong công ty cũng như thử nghiệm cho các công nghệ và ý tưởng mới. Các đoạn phim ngắn sẽ được làm dưới dạng truyền thống, đồ họa máy tính hoặc sự kết hợp của cả hai thể loại này..
Tháng 6 năm 2007, Catmull và Lasseter được trao quyền tại DisneyToon Studios, một chi nhánh của Walt Disney Animation Studios có trụ sở riêng tại Glendale. Từ thời điểm đó, với vai trò là chủ tịch và giám đốc sáng tạo, họ cùng lúc điều hành 3 xưởng phim riêng biệt cho Disney là Pixar, Disney Animation và DisneyToon. Trong khi Disney Animation và DisneyToon nằm Los Angeles, Pixar lại nằm ở San Francisco cách đó 563 ki-lô-mét, nơi mà Catmull và Lasseter đang sống. Do không thể cùng lúc xuất hiện ở cả ba xưởng phim, họ chỉ định một ban lãnh đạo cho mỗi xưởng phim để quản lý các vấn đề hàng ngày, và làm việc ít nhất 2 ngày mỗi tuần (thường là các ngày thứ ba và thứ tư) ở Los Angeles.
Lasseter là bạn thân và là một người hâm mộ nhà làm phim hoạt hình người Nhật Bản Hayao Miyazaki, người mà ông đã gặp khi TMS Entertainment gửi một đoàn các họa sĩ hoạt hình tới xưởng phim Disney vào năm 1981 và trình chiếu một trích đoạn từ phim hoạt hình dài đầu tiên của Miyazaki, The Castle of Cagliostro (1979). Lasseter say mê nó tới mức vào năm 1985 ông đã năn nỉ được chiếu đoạn phim này cùng các đoạn phim khác của Miyazaki sau khi ăn tối với một người phụ nữ mà ông vừa gặp lần đầu (người mà sau này đã trở thành vợ ông). Ông tới thăm Miyazaki trong chuyến đi đầu tiên của ông tới Nhật Bản vào năm 1987, và nhìn thấy các bức vẽ cho Hàng xóm của tôi là Totoro (1988). Sau khi Lasseter trở thành một đạo diễn và nhà sản xuất phim thành công ở Pixar, ông đã làm giám đốc sản xuất cho nhiều phim của Miyazaki ra mắt tại Mỹ, cũng như giám sát việc dịch và lồng tiếng Anh cho nhạc phim. Nhân vật Totoro từ phim Hàng xóm của tôi là Totoro đã xuất hiện như một đồ chơi trong Toy Story 3.

### Công việc khác

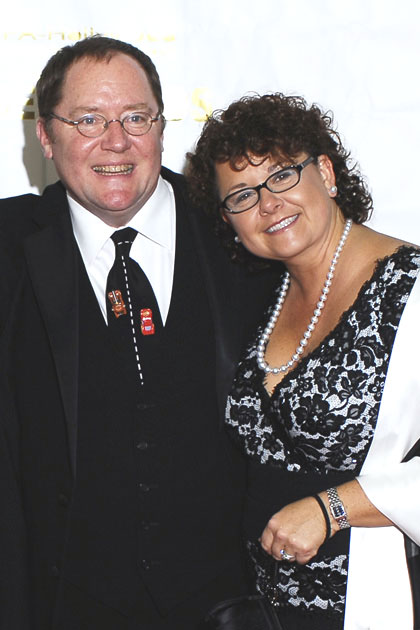
John Lasseter cùng vợ Nancy Lasseter tại lễ trao giải Annie Awards năm 2006.

Lasseter đã vẽ phiên bản được biết đến nhiều nhất của BSD Daemon, một linh vật cho hệ điều hành BSD Unix.
Lasseter sở hữu "Marie E.", một đầu máy hơi nước loại 0-4-0T sản xuất bởi H.K. Porter, từng thuộc sở hữu của Ollie Johnston, một trong những họa sĩ hoạt hình kỳ cựu của Disney. Năm 2005, Lasseter được phép đưa Marie E. đến Disneyland như một phần trong buổi lễ tôn vinh Johnston. Johnston đã lái chiếc đầu máy đi quanh tuyến đường sắt trong Disneyland 3 lần. Đây là lần đầu tiên trong lịch sử một đầu máy hơi nước từ bên ngoài được cho phép chạy trên bất kỳ tuyến sắt nào trong công viên Disney.

## Giải thưởng và thành tựu
Lasseter giành được 2 giải Academy Awards, cho phim hoạt hình ngắn xuất sắc nhất (Tin Toy) và giải thành tựu đặc biệt (Toy Story). Ngoài ra ông còn nhận được đề cử trong các hạng mục: phim hoạt hình xuất sắc nhất (Cars), kịch bản gốc xuất sắc nhât (Toy Story) và phim hoạt hình ngắn xuất sắc nhất (Luxo, Jr.). Phim hoạt hình ngắn Knick Knack do ông thực hiện năm 1989 được nhà làm phim Terry Gilliam lựa chọn là một trong 10 phim hoạt hình xuất sắc nhất trong lịch sử. Năm 2008, ông được trao tặng giải thưởng Winsor McCay Award, giải thưởng thành tựu trọn đời cho các nhà làm phim hoạt hình.
Ngày 2 tháng 5 năm 2009, Lasseter nhận bằng tiến sĩ danh dự tại đại học Pepperdine. Ông đã phát biểu một bài diễn văn cổ vũ hơn 500 sinh viên tốt nghiệp đừng bao giờ để bất cứ ai ngăn cản giấc mơ của mình.
Lasseter nhận được một ngôi sao trên đại lộ danh vọng Hollywood vào ngày 1 tháng 11 năm 2011, tại vị trí 6834 Hollywood Boulevard.
Lasseter được trao giải Cống hiến trong lĩnh vực làm phim tại liên hoan phim Austin năm 2011.
Lasseter là một thành viên của Viện Hàn lâm Khoa học và Nghệ thuật Điện ảnh và là thành viên Ban điều hành trong 9 năm liên tiếp, từ 2005 đến 2014 khi ông từ chức do giới hạn nhiệm kỳ. Vị trí cuối cùng của ông trong ban điều hành là phó chủ tịch thứ nhất.

## Đời tư cá nhân
Lasseter sống tại Glen Ellen, California cùng với vợ là Nancy, một cựu sinh viên của Carnegie Mellon University, người ông từng gặp tại một hội thảo về đồ họa máy tính. Nancy học chuyên ngành ứng dụng đồ họa máy tính, và từng có thời gian làm công việc kỹ sư gia dụng và kỹ sư đồ họa tại Apple Computer. Họ kết hôn vào năm 1988, và có năm con.
Gia đình Lasseters sở hữu nhà máy sản xuất rượu vang Lasseter Family Winery tại Glen Ellen, California. Lasseter sở hữu hơn 1000 chiếc áo Hawaiian và mặc chúng hàng ngày. Lasseter kế thừa tình yêu đối với xe hơi từ người cha. Không chỉ đạo diễn 2 bộ phim hoạt hình về chúng, ông còn theo dõi các cuộc đua xe ở trường đua Sonoma Raceway gần nhà và sưu tập các loại xe cổ, một trong số đó là chiếc xe Jaguar XK120 màu đen sản xuất năm 1952.
Những người có ảnh hưởng lớn tới ông bao gồm Walt Disney, Chuck Jones, Frank Capra và Preston Sturges.

## Danh sách phim

### Phim dài
| Năm  | Tên phim                                             | Vai trò                      | Chú thích                                                              |
| ---- | ---------------------------------------------------- | ---------------------------- | ---------------------------------------------------------------------- |
| 1981 | The Fox and the Hound                                |                              | Họa sĩ dựng hình (uncredited)                                          |
| 1985 | Young Sherlock Holmes                                |                              | Hoạt hình máy tính: Ánh sáng và kỹ xảo                                 |
| 1987 | The Brave Little Toaster                             |                              | Họa sĩ cốt truyện (uncredited)                                         |
| 1991 | Beauty and the Beast                                 |                              | Giám đốc sản xuất: phiên bản 3D                                        |
| 1992 | Porco Rosso                                          |                              | Chuyên gia tư vấn sáng tạo: phiên bản Hoa Kỳ                           |
| 1994 | The Lion King                                        |                              | Giám đốc sản xuất: phiên bản 3D (uncredited)                           |
| 1995 | Toy Story                                            | Green Alien (uncredited)     | Đạo diễn Cốt truyện Xây dựng mô hình và hoạt hình Phát triển hệ thống  |
| 1998 | A Bug's Life                                         | Harry the Fly                | Đạo diễn Cốt truyện                                                    |
| 1999 | Toy Story 2                                          | Blue Rock 'Em Sock 'Em Robot | Đạo diễn Cốt truyện                                                    |
| 2000 | Buzz Lightyear of Star Command: The Adventure Begins |                              | Xây dựng nhân vật                                                      |
| 2001 | Monsters, Inc.                                       |                              | Giám đốc sản xuất                                                      |
| 2002 | Spirited Away                                        |                              | Giám đốc sản xuất: phiên bản Hoa Kỳ                                    |
| 2003 | Finding Nemo                                         |                              | Giám đốc sản xuất                                                      |
| 2004 | The Incredibles                                      |                              | Giám đốc sản xuất                                                      |
| 2005 | Lâu đài của Howl                                     |                              | Giám đốc sản xuất: phiên bản Hoa Kỳ                                    |
| 2006 | Cars                                                 |                              | Đạo diễn Cốt truyện Biên kịch                                          |
| 2006 | Gedo Senki                                           |                              | Giám đốc sản xuất: phiên bản Hoa Kỳ                                    |
| 2007 | Meet the Robinsons                                   |                              | Giám đốc sản xuất                                                      |
| 2007 | Ratatouille                                          |                              | Giám đốc sản xuất                                                      |
| 2008 | WALL-E                                               |                              | Giám đốc sản xuất                                                      |
| 2008 | Tinker Bell                                          |                              | Giám đốc sản xuất                                                      |
| 2008 | Bolt                                                 |                              | Giám đốc sản xuất                                                      |
| 2009 | Up                                                   |                              | Giám đốc sản xuất Đội ngũ sáng tạo cấp cao: Pixar                      |
| 2009 | Gake no Ue no Ponyo                                  |                              | Giám đốc sản xuất: phiên bản Hoa Kỳ Đạo diễn: phiên bản lồng tiếng Anh |
| 2009 | Tinker Bell and the Lost Treasure                    |                              | Giám đốc sản xuất                                                      |
| 2009 | The Princess and the Frog                            |                              | Giám đốc sản xuất                                                      |
| 2010 | Toy Story 3                                          |                              | Cốt truyện Giám đốc sản xuất Đội ngũ sáng tạo cấp cao: Pixar           |
| 2010 | Tinker Bell and the Great Fairy Rescue               |                              | Giám đốc sản xuất                                                      |
| 2010 | Tangled                                              |                              | Giám đốc sản xuất                                                      |
| 2011 | Cars 2                                               | John Lassetire               | Đạo diễn Cốt truyện                                                    |
| 2011 | Winnie the Pooh                                      |                              | Giám đốc sản xuất                                                      |
| 2011 | The Muppets                                          |                              | Cố vấn sáng tạo                                                        |
| 2012 | Brave                                                |                              | Giám đốc sản xuất                                                      |
| 2012 | Secret of the Wings                                  |                              | Giám đốc sản xuất                                                      |
| 2012 | Wreck-It Ralph                                       |                              | Giám đốc sản xuất                                                      |
| 2013 | Monsters University                                  |                              | Giám đốc sản xuất                                                      |
| 2013 | Planes                                               |                              | Cốt truyện Giám đốc sản xuất                                           |
| 2013 | Frozen                                               |                              | Giám đốc sản xuất                                                      |
| 2014 | The Pirate Fairy                                     |                              | Cốt truyện Giám đốc sản xuất                                           |
| 2014 | Planes: Fire & Rescue                                |                              | Giám đốc sản xuất                                                      |
| 2014 | Big Hero 6                                           |                              | Giám đốc sản xuất                                                      |
| 2015 | Tinker Bell and the Legend of the NeverBeast         |                              | Giám đốc sản xuất                                                      |
| 2015 | Inside Out                                           |                              | Giám đốc sản xuất                                                      |
| 2015 | The Good Dinosaur                                    |                              | Giám đốc sản xuất                                                      |
| 2016 | Zootopia                                             |                              | Giám đốc sản xuất                                                      |
| 2016 | Finding Dory                                         |                              | Giám đốc sản xuất                                                      |
| 2016 | Moana                                                |                              | Giám đốc sản xuất                                                      |
| 2017 | Cars 3                                               |                              | Giám đốc sản xuất                                                      |
| 2017 | Coco                                                 |                              | Giám đốc sản xuất                                                      |
| 2018 | Gigantic                                             |                              | Giám đốc sản xuất                                                      |
| 2018 | Toy Story 4                                          |                              | Đạo diễn Cốt truyện                                                    |
| 2019 | The Incredibles 2                                    |                              | Giám đốc sản xuất                                                      |

### Phim ngắn
| Năm      | Tên phim                                | Chú thích                                                   |
| -------- | --------------------------------------- | ----------------------------------------------------------- |
| 1983     | Mickey's Christmas Carol                | Tài năng sáng tạo                                           |
| 1984     | The Adventures of André and Wally B.    | Thiết kế nhân vật và hoạt hình Dựng mô hình: André/Wally B. |
| 1986     | Luxo Jr.                                | Biên kịch Đạo diễn Nhà sản xuất Dựng hình Hoạt hình         |
| 1987     | Red's Dream                             | Biên kịch Đạo diễn Họa sĩ hoạt hình                         |
| 1988     | Tin Toy                                 | Cốt truyện Đạo diễn Họa sĩ hoạt hình Dựng hình              |
| 1989     | Knick Knack                             | Biên kịch Đạo diễn                                          |
| 1997     | Geri's Game                             | Giám đốc sản xuất                                           |
| 2000     | For the Birds                           | Giám đốc sản xuất                                           |
| 2002     | Mike's New Car                          | Giám đốc sản xuất                                           |
| 2003     | Exploring the Reef                      | Giám đốc sản xuất                                           |
| 2003     | Boundin'                                | Giám đốc sản xuất                                           |
| 2005     | Jack-Jack Attack                        | Giám đốc sản xuất                                           |
| 2005     | One Man Band                            | Giám đốc sản xuất                                           |
| 2006     | Mater and the Ghostlight                | Cốt truyện gốc Đạo diễn                                     |
| 2006     | Lifted                                  | Giám đốc sản xuất                                           |
| 2007     | How to Hook Up Your Home Theater        | Giám đốc sản xuất                                           |
| 2007     | Your Friend the Rat                     | Giám đốc sản xuất                                           |
| 2008     | Presto                                  | Giám đốc sản xuất                                           |
| 2008     | Glago's Guest                           | Giám đốc sản xuất                                           |
| 2008     | BURN-E                                  | Giám đốc sản xuất                                           |
| 2008–nay | Cars Toons                              | Đạo diễn Giám đốc sản xuất Cốt truyện                       |
| 2009     | Super Rhino                             | Giám đốc sản xuất                                           |
| 2009     | Partly Cloudy                           | Giám đốc sản xuất                                           |
| 2009     | Dug's Special Mission                   | Giám đốc sản xuất                                           |
| 2009     | Prep & Landing                          | Giám đốc sản xuất                                           |
| 2010     | Day & Night                             | Giám đốc sản xuất                                           |
| 2010     | Tick Tock Tale                          | Giám đốc sản xuất                                           |
| 2010     | Prep & Landing: Operation: Secret Santa | Giám đốc sản xuất                                           |
| 2011     | La Luna                                 | Giám đốc sản xuất                                           |
| 2011     | The Ballad of Nessie                    | Giám đốc sản xuất                                           |
| 2011     | Hawaiian Vacation                       | Giám đốc sản xuất                                           |
| 2011     | Pixie Hollow Games                      | Giám đốc sản xuất                                           |
| 2011     | Small Fry                               | Cốt truyện Giám đốc sản xuất                                |
| 2011     | Prep & Landing: Naughty vs. Nice        | Giám đốc sản xuất                                           |
| 2012     | Tangled Ever After                      | Giám đốc sản xuất                                           |
| 2012     | Partysaurus Rex                         | Cốt truyện Giám đốc sản xuất                                |
| 2012     | Paperman                                | Giám đốc sản xuất                                           |
| 2012     | The Legend of Mor'du                    | Giám đốc sản xuất                                           |
| 2013     | The Blue Umbrella                       | Giám đốc sản xuất                                           |
| 2013     | Party Central                           | Giám đốc sản xuất                                           |
| 2013     | Toy Story of Terror!                    | Giám đốc sản xuất                                           |
| 2013     | Pixie Hollow Bake Off                   | Giám đốc sản xuất                                           |
| 2013     | Get a Horse!                            | Giám đốc sản xuất                                           |
| 2014     | Vitaminamulch: Air Spectacular          | Giám đốc sản xuất                                           |
| 2014     | Feast                                   | Giám đốc sản xuất                                           |
| 2014     | Toy Story That Time Forgot              | Giám đốc sản xuất                                           |
| 2015     | Frozen Fever                            | Giám đốc sản xuất                                           |
| 2015     | Lava                                    | Giám đốc sản xuất                                           |
| 2015     | Sanjay's Super Team                     | Giám đốc sản xuất                                           |
| 2015     | Riley's First Date?                     | Giám đốc sản xuất                                           |